# Morti nel 1976/Gennaio
| Questa pagina contiene informazioni ricavate automaticamente dalle voci biografiche con l'ausilio del template Bio e di un bot. L'aggiornamento è periodico e automatico e ricostruisce completamente la pagina. Se manca una persona in questa lista, sei pregato di non aggiungerla, ma accertati piuttosto che la sua voce biografica contenga il template Bio e che i dati anagrafici siano correttamente compilati. Se il template Bio manca, inseriscilo tu stesso o, in alternativa, metti l'avviso {{tmp\|Bio}} che ne segnala la mancanza. Se i dati riportati sono sbagliati, correggi direttamente la voce biografica; le modifiche saranno visibili in questa lista entro pochi giorni. Per chiarimenti vedi il progetto biografie. La lista contiene solo le 97 persone che sono citate nell'enciclopedia e per le quali è stato implementato correttamente il template Bio. Pagina aggiornata al 3 mar 2024. |

- 1º gennaio - Walter Janssen, attore e regista tedesco (n. 1887)
- 1º gennaio - Oleg Ošenkov, allenatore di calcio e calciatore sovietico (n. 1911)
- 1º gennaio - Augusto Ravetta, calciatore italiano (n. 1910)
- 2 gennaio - Danny Reddin, cestista irlandese (n. 1914)
- 2 gennaio - Antonio Romano, politico italiano (n. 1895)
- 2 gennaio - Raphael J. Sevilla, regista, sceneggiatore e produttore cinematografico messicano (n. 1905)
- 3 gennaio - John Ainsworth-Davis, velocista britannico (n. 1895)
- 4 gennaio - Rudolph Minkowski, astronomo tedesco (n. 1895)
- 4 gennaio - Giuseppe Peretti, medico, fisiologo e politico italiano (n. 1904)
- 5 gennaio - John Aloysius Costello, avvocato e politico irlandese (n. 1891)
- 5 gennaio - Checco Durante, attore e poeta italiano (n. 1893)
- 5 gennaio - Mal Evans, manager e musicista britannico (n. 1935)
- 5 gennaio - Hamit Kaplan, lottatore turco (n. 1934)
- 5 gennaio - Max Kleiber, biologo svizzero (n. 1893)
- 5 gennaio - Georges Migot, compositore, poeta e pittore francese (n. 1891)
- 5 gennaio - Károly Takács, tiratore a segno ungherese (n. 1910)
- 6 gennaio - Óscar Esplá, compositore spagnolo (n. 1886)
- 6 gennaio - Henry George, pistard belga (n. 1891)
- 6 gennaio - Theo de Haas, calciatore olandese (n. 1902)
- 7 gennaio - Carlo Cantini, calciatore italiano (n. 1897)
- 7 gennaio - Laurence Feininger, musicologo e presbitero tedesco (n. 1909)
- 7 gennaio - Marjorie Whitaker, scrittrice inglese (n. 1895)
- 8 gennaio - George Baker, baritono e attore inglese (n. 1885)
- 8 gennaio - Anibal José, calciatore portoghese (n. 1904)
- 8 gennaio - Pierre Jean Jouve, scrittore e poeta francese (n. 1887)
- 8 gennaio - Bruno Mello, pittore e scenografo italiano (n. 1896)
- 8 gennaio - Emilio Secci, politico italiano (n. 1912)
- 8 gennaio - Georges Stuttler, calciatore francese (n. 1897)
- 8 gennaio - Zhou Enlai, politico, rivoluzionario e generale cinese (n. 1898)
- 9 gennaio - Roberto Di Martino, allenatore di calcio e calciatore italiano (n. 1903)
- 9 gennaio - Leopold Hofmann, calciatore austriaco (n. 1905)
- 9 gennaio - Sanshi Imai, micologo giapponese (n. 1900)
- 9 gennaio - Rupert Wildt, astronomo statunitense (n. 1905)
- 10 gennaio - Howlin' Wolf, cantante, chitarrista e armonicista statunitense (n. 1910)
- 10 gennaio - Stephen Ullmann, linguista e filologo ungherese (n. 1914)
- 10 gennaio - Michael Valente, militare statunitense (n. 1895)
- 11 gennaio - Arturo Lazoli, calciatore italiano (n. 1898)
- 11 gennaio - Virgilio Lilli, giornalista, scrittore e pittore italiano (n. 1907)
- 12 gennaio - Agatha Christie, scrittrice e drammaturga britannica (n. 1890)
- 12 gennaio - Segundo Durandal, calciatore boliviano (n. 1912)
- 12 gennaio - Philip Ford, regista e attore statunitense (n. 1900)
- 13 gennaio - Antonia Bolognesi, archivista italiana (n. 1896)
- 13 gennaio - Leonardo Dudreville, pittore italiano (n. 1885)
- 13 gennaio - Margaret Leighton, attrice inglese (n. 1922)
- 13 gennaio - Francesco Mariani, sindacalista e politico italiano (n. 1886)
- 13 gennaio - Isolda Menges, violinista britannica (n. 1893)
- 13 gennaio - Peter Scheider, militare austro-ungarico (n. 1890)
- 13 gennaio - Carlo Zanfrognini, pittore e restauratore italiano (n. 1897)
- 14 gennaio - Luigi Califano, biologo italiano (n. 1901)
- 14 gennaio - Juan D'Arienzo, musicista argentino (n. 1900)
- 14 gennaio - Isaac M. Laddon, ingegnere e progettista statunitense (n. 1894)
- 14 gennaio - Abdul Razak Hussein, politico malese (n. 1922)
- 14 gennaio - Muhammad Sakizli, politico libico (n. 1892)
- 14 gennaio - Thomas Kilgore Sherwood, ingegnere statunitense (n. 1903)
- 15 gennaio - Albino Manca, scultore italiano (n. 1897)
- 16 gennaio - Walter Becchia, ingegnere meccanico italiano (n. 1896)
- 16 gennaio - Luigi Di Paolantonio, politico italiano (n. 1921)
- 16 gennaio - Andrej Fajt, attore sovietico (n. 1903)
- 17 gennaio - Edgar Kail, calciatore inglese (n. 1900)
- 18 gennaio - Gertrud Gabl, sciatrice alpina austriaca (n. 1948)
- 18 gennaio - Friedrich Hollaender, compositore tedesco (n. 1896)
- 18 gennaio - Joseph Huber, ginnasta francese (n. 1893)
- 19 gennaio - Mario Martinez, politico italiano (n. 1901)
- 19 gennaio - Hidetsugu Yagi, ingegnere elettrotecnico giapponese (n. 1886)
- 20 gennaio - Thure Andersson, lottatore svedese (n. 1907)
- 20 gennaio - Aurelio Spoto, partigiano e medico italiano (n. 1900)
- 21 gennaio - Joseph-Marie-Eugène Martin, cardinale e arcivescovo cattolico francese (n. 1891)
- 21 gennaio - Dinty Moore, hockeista su ghiaccio canadese (n. 1900)
- 21 gennaio - Albert Rohrbacher, calciatore francese (n. 1910)
- 21 gennaio - Domenico Sanfilippo, editore italiano (n. 1891)
- 22 gennaio - Fletcher Hanks, fumettista statunitense (n. 1887)
- 22 gennaio - Hermann Jónasson, politico islandese (n. 1896)
- 22 gennaio - Kiyoshi Ōkubo, serial killer giapponese (n. 1935)
- 23 gennaio - Erminio Blotta, scultore italiano (n. 1892)
- 23 gennaio - Guillermo Naylor, giocatore di polo argentino (n. 1884)
- 23 gennaio - Paul Robeson, attore e cantante statunitense (n. 1898)
- 24 gennaio - Emil Bodnăraș, generale, agente segreto e politico rumeno (n. 1904)
- 24 gennaio - Armand Feralli, calciatore svizzero (n. 1897)
- 24 gennaio - Georg Klotz, terrorista italiano (n. 1919)
- 25 gennaio - Victor Leopold Ehrenberg, storico tedesco (n. 1891)
- 25 gennaio - Giuliano Gerbi, giornalista italiano (n. 1905)
- 25 gennaio - Johannes Meyer, regista e sceneggiatore tedesco (n. 1888)
- 26 gennaio - Gabriele Allegra, presbitero, francescano e biblista italiano (n. 1907)
- 28 gennaio - Marcel Broodthaers, performance artist e poeta belga (n. 1924)
- 28 gennaio - Enzo Morelli, pittore e illustratore italiano (n. 1896)
- 28 gennaio - Ray Nance, trombettista, violinista e cantante statunitense (n. 1912)
- 28 gennaio - Oiva Tuominen, militare e aviatore finlandese (n. 1908)
- 29 gennaio - Augusto Bergamino, calciatore italiano (n. 1898)
- 29 gennaio - Veikko Huhtanen, ginnasta finlandese (n. 1919)
- 30 gennaio - Giuseppe Cesare Balbo, compositore italiano (n. 1884)
- 30 gennaio - Glynn Downey, cestista e allenatore di pallacanestro statunitense (n. 1915)
- 30 gennaio - Maurice Edelston, calciatore inglese (n. 1918)
- 30 gennaio - Jesse Fuller, musicista statunitense (n. 1896)
- 30 gennaio - Arnold Gehlen, filosofo, antropologo e sociologo tedesco (n. 1904)
- 31 gennaio - Jake Nagode, cestista statunitense (n. 1915)
- 31 gennaio - Fernand Sardou, attore, cantante e comico francese (n. 1910)
- 31 gennaio - Evert Taube, compositore, cantante e scrittore svedese (n. 1890)